# 캐나다 축구 협회
캐나다 축구 협회(영어: Canadian Soccer Association, 프랑스어: Association canadienne de soccer)는 캐나다의 축구 협회이다. 남자 축구 국가대표팀, 여자 축구 국가대표팀 및 연령별 대표팀을 관리한다.

## 같이 보기
- 캐나다 축구 국가대표팀
- 캐나다 여자 축구 국가대표팀